# Jewhenij Zubejko
Jewhenij Anatolijowycz Zubejko, ukr. Євгеній Анатолійович Зубейко (ur. 30 września 1989 w Artiomowsku, w obwodzie donieckim) – ukraiński piłkarz, grający na pozycji pomocnika.

## Kariera piłkarska

### Kariera klubowa
Wychowanek klubów Szachtar Donieck, UOR Donieck i UFK Dniepropetrowsk, barwy których bronił w juniorskich mistrzostwach Ukrainy (DJuFL). W lipcu 2008 rozpoczął karierę piłkarską w drużynie rezerw Czornomorca Odessa, a 17 lipca 2010 debiutował w podstawowym składzie klubu w meczu ze Stalem Ałczewsk. 29 grudnia 2014 podpisał kontrakt z rosyjskim drugoligowym FK Tosno. 7 lipca 2015 przeszedł do Metalista Charków, w którym grał do zakończenia sezonu 2015/16. 15 września 2016 zasilił skład Karpat Lwów. W lipcu 2017 wrócił do Czornomorca Odessa. 2 czerwca 2018 opuścił odeski klub. 4 lipca 2018 podpisał dwuletni kontrakt z Olimpikiem Donieck. 28 grudnia 2018 opuścił Olimpik. 22 marca 2019 został piłkarzem FK Mińsk. 4 grudnia 2019 opuścił miński klub. 5 stycznia 2020 po raz kolejny wrócił do Czornomorca Odessa.

## Sukcesy i odznaczenia

### Sukcesy klubowe
- finalista Pucharu Ukrainy: 2013
- wicemistrz Ukraińskiej Pierwszej Ligi: 2011